# Kralj Tomislav
Tomislav je bio knez Primorske Hrvatske od oko 910. godine, a tradicionalno se smatra da je kraljem postao 925. godine jer ga je papa Ivan X. u pismu na latinskom jeziku te godine oslovio s »Tamisclao, regi Crouatorum«,:34 što se prevodi kao kralj Hrvata.  O Tomislavu se pouzdano dosta malo zna u usporedbi s nekim drugim ranijim i kasnijim hrvatskim vladarima. 
Vjerojatno dolazi iz vladarske kuće Trpimirovića, a nije poznato je li izravni nasljednik Muncimira. Toma Arhiđakon bilježi da je 914. bio dux (knez). Rukopisi imena Historia salonitana maior sadrže prijepise pisama papa Ivana X. i Lava VI. i bilješke o splitskim crkvenim saborima 925. i 928. u kojima se vladara naziva kraljem.
Ranija papinska pisma i crkvene isprave nazivali oslovljavale su hrvatske kneževe sa "dux" (vojvoda) ili "comes" (grof, knez). Na latinskom jeziku 852. godine knez Trpimir u darovnici Splitskoj nadbiskupiji samog sebe naziva "dux Chroatorum" - vojvoda Hrvata.
Zbog malenog broja očuvanih pisanih izvora, povjesničari dugo dvoje je li imao vlast nad dalmatinskim gradovima i je li ih Bizant njemu prepustio kao savezniku koji se odupirao Bugarima. Porfirogenetov De administrando imperio ne spominje Tomislava, ali piše o velikoj vojnoj snazi Hrvatske u doba kada je Tomislav mogao vladati. Riječ je o vremenu kada Bizant od moćnog bugarskog vladara Simeona I. s mukom brani i one svoje zemlje koji su Konstantinopolu mnogo bliži od Dalmacije. Ipak se u bizantskom carskom priručniku o Hrvatima ne govori kao o neprijateljima, nego prije kao o prijateljima i saveznicima. Nije se radilo ni o podanicima, jer su od početka 9. stoljeća Hrvati u Karolinškoj zoni utjecaja, te je tek specifični položaj dalmatinskih gradova i otoka otvarao mjesto većem bizantskom utjecaju. Naprotiv se u Porfirogenetovu djelu spominje da su od vremena cara Bazilija I. dalmatinski gradovi plaćali danak arhontu Hrvata.
Starija historiografija uzima da je Tomislav vladao područjem do Drave, no sada prevladava mišljenje da je Tomislav proširio Hrvatsku do Siska i okolice, iako postoje mišljenja da se širenje nije dogodilo ili da se dogodilo prije Tomislava.
Tomislava se nakon papina pisma i prvog splitskog crkvenog sabora koji je inicirao ne nalazi ni u jednom povijesnom izvoru, a kraj vladavine različiti povjesničari stavljaju u različite godine, od 926. do 930.

## Povijesni izvori
O Tomislavu imamo podatke iz svega nekoliko povijesnih izvora:
- U zabilješci ispred teksta zaključaka crkvenog sabora u Splitu iz 925. godine stoji:[1]:32[4]:78

»...consulatu peragente in prouintia Croatorum et Dalmatiarum finibus Tamisclao rege...«
»...vladao je u provinciji Hrvata i granicama Dalmacija kralj Tomislav«
Na drugom mjestu, doduše ne imenom, ali titulom "kralja Hrvata" (iz 12. kanona)::32
»Quod si rex et proceres Croatorum...«
»Ako bi kralj Hrvata i hrvatski velikaši...«
- U pismu pape Ivana X. navodi se:[1]:34[4]

»...dilecto filio Tamisclao, regi Crouatorum...«
»... dragom sinu Tomislavu, kralju Hrvata...«
- u 13. poglavlju djela iz 13. stoljeća Historia Salonitana Tome Arhiđakona piše:[3]

»Godine Gospodnje 914. u vrijeme kneza Tomislava...«
- hrvatska redakcija nedatiranog srednjovjekovnog teksta sporne točnosti[11][12] uobičajenog imena Ljetopis popa Dukljanina (Kraljevstvo Slavena) Tomislava ne spominje, određenog Tomislava, s potpuno izmišljenom genealogijom, sam Ljetopis navodi kao vladara koji se uspješno borio protiv Mađara:[3]

»Umjesto njega, vladao je njegov brat Tomislav... Za Tomislavova vladanja pokrene kralj Ugra imenom Atila vojsku da ga svlada. Ali je kralj Tomislav, hrabar mladić i snažan ratnik, vodio s njime mnogo ratova i uvijek ga natjerao u bijeg. I rodi Tomislav sinove i kćeri, i trinaeste godine svoga kraljevanja umre.«
Nasuprot očekivanjima, Tomislava ne spominju, primjerice, sljedeći izvori:
- spis Konstantina VII. Porfirogeneta, poznat pod nazivom De administrando imperio, koji govori o Hrvatskoj tog vremena (npr. govori o ratovima Hrvata i Bugara, gdje su Bugari "poubijani svi od Hrvata");[14]
- veliko djelo Ivana Lučića De regno Croatiae et Dalmatiae libri sex (Šest knjiga o kraljevstvu Hrvatske i Dalmacije) iz 1666.

## Dolazak na vlast i podrijetlo
Tomislav je vjerojatno došao na vlast 914. ili ranije; jedini je podatak napomena Tome Arhiđakona u djelu iz 13. stoljeća u kojoj piše »godine Gospodnje 914. u vrijeme kneza Tomislava«. Po Ljetopisu popa Dukljanina, Tomislav je naslijedio svog brata.

## Vladanje
O Tomislavovoj vlasti zna se malo, poznato je ratovanje s Mađarima i Bugarima, kao i dva održana crkvena sabora u Splitu; stručnjaci se ne slažu je li okrunjen, ili se samo proglasio, ili ga papa spominje kao kralja iz nekog drugog razloga.

### Ratovi
Kako je u doba Tomislavove vladavine cijela Europa bila na nogama zbog mađarskih pljačkaških pohoda, zasigurno se i Tomislav sukobio s tom novom vojnom silom. Mletački izvori spominju mađarske prodore sve do mora, što bi zasigurno značilo da je u određenom periodu u Hrvatskoj došlo do masovnog sukoba. Ne zna se što se točno dogodilo, evidentno je Tomislav odbio napade. Ono što je bitno za hrvatsku historiografiju pitanje je o Tomislavovu zauzeću jednoga dijela nekadašnje Panonske Hrvatske. Iako je prodor utjecaja hrvatskog vladara u prostor međurječja Save i Drave vjerojatno započeo još krajem 9. stoljeća, vlast primorskog vladara bila je kako-tako osigurana na sjeveru današnje Hrvatske u doba Tomislavove vladavine. Najsigurniji (i jedini pravi) podatak o tome jest podatak da je Grguru Ninskom bila ponuđena Sisačka biskupija, što je izravan dokaz da je Sisak očito bio pod vlašću hrvatskoga kralja, malo je vjerojatno da bi mu se nudila biskupija na nekom drugom teritoriju.
O Tomislavovoj vlasti nad dalmatinskim gradovima svjedoči Toma Arhiđakon, a vjerojatno je da je Bizant nagradio svoga vjernoga saveznika dalmatinskim gradovima, koji je njima vladao u ime bizantskog cara. Pomnim čitanjem spisa splitskih sabora nigdje se ne spominje bizantski strateg, upravitelj bizantske Dalmacije, stoga je očito da je ta vlast bila u Tomislavovim rukama. Kako je zahumski knez Mihajlo Višević bio prisutan na saborima, hrvatski povjesničari pretpostavljaju da je i njegova kneževina bila pod Tomislavovim utjecajem, a iako nemamo izravnih dokaza, ne bi čudilo da je i Paganija bila u istom položaju.
Bizantski car Konstantin VII. Porfirogenet piše da je u to doba 
»Hrvatska mogla dići 60 000 konjanika i 100 000 pješaka; da je imala 80 velikih brodova (sagena), na svakome do 40 mornara-ratnika, i 100 manjih brodova (kondura), na svakom 10 – 20 mornara-ratnika.« (većina stručnjaka drži da se radi o preuveličavanju)

On navodi i sljedeće podatke: 
»Krštena Hrvatska ima ove naseljene gradove: Nin, Biograd, Velicin, Skradin, Hlijevno, Stup, Knin, Kori, Klobuk. Veliku takvu moć i množinu naroda imaše Hrvatska do arhonta Krasimera. Pošto ovaj umre, a sin njegov Miroslav vladaše 4 godine, od ruke bana Pribine pogibe, i u zemlji nasta raskol i razdor veliki, umanji se broj i konjaništva i pješadije i sagena i kondura, što imahu Hrvati. Danas imade sagena 30, male i velike kondure, i konjaništvo i pješadiju.«

U djelu je car Konstantin također zapisao: 
»ni sagene ni kondure Hrvata ne polaze u rat ni protiv koga, osim ako ih netko napadne, nego s tim brodovima hrvatski trgovci plove od luke do luke po neretvanskom kraju i po dalmatinskom zaljevu sve do Venecije.«
Godine 924. Bugari su napali Srbiju i porazili župana Zahariju, koji je potom pobjegao u Hrvatsku.
Bugarski car Simeon je 926./927. nakon osvajanja Srbije, poslao ogromnu vojsku na Hrvatsku, koja je katastrofalno poražena u bitci negdje na prostoru današnje Bosne ili u blizini Imotskog. Poraz bugarske vojske, u to doba jedne od najjačih u Europi, pokazuje moć hrvatskih vojnih snaga u to doba.

### Crkveni sabori
Godina 925. i 928. su u Splitu održani crkveni sabori, koji su se uglavnom ticali crkvene jurisdikcije i upotrebe "slavenskog jezika" u bogoslužju. Na prvom crkvenom saboru 925. odlučeno je da pravo na metropolitsku čast ima splitski nadbiskup Ivan. Odlučivano je između ninskog biskupa Grgura, zadarskog biskupa Formina i splitskoga nadbiskupa Ivana. Ninski se biskup nakon prvog crkvenog sabora žalio papi pošto je mislio da on zaslužuje biti poglavar, pa je održan drugi crkveni sabor na kojem je splitski nadbiskup potvrđen kao poglavar, a ninska je biskupija ukinuta i njezino su područje podijelile druge biskupije. Tomislav je vjerojatno bio prisutan na oba crkvena sabora.[nedostaje izvor] Na ovim saborima je kako je već navedeno Grguru ponuđena Sisačka biskupija, što je izravana dokaz da je jedan dio današnjeg hrvatskog sjevera bio u Tomislavovoj sferi utjecaja.
U zaključcima se Tomislava naziva »kraljem Hrvata« (rex Croatorum) kako bi ga se opomenulo da je »biskup Hrvata« (episcopus Croatorum) podložan splitskom nadbiskupu.:32

### Proglašenje kraljem
Tomislav se prvi put 925. spominje kao rex ("kralj"), u pismu pape Ivana X. U svojoj povijesti, Toma Arhiđakon spominje da je 914. Tomislav dux. Iz toga je povjesničar Franjo Rački godine 1871. zaključio da je Tomislav u međuvremenu postao kralj.
Uz to, u djelu Regnum Sclavorum (poznatom pod nazivom Ljetopis popa Dukljanina; smatra se dosta nepouzdanim) se opisuje krunidba jednog slavenskog kralja (koji se ne naziva Tomislav ni u latinskoj verziji, niti u tzv. hrvatskoj redakciji) krunom koju mu je poslao bizantski car na polju Dalmi.
Prema pretpostavci Ivana Kukuljevića-Sakcinskog, krunidba kralja Tomislava obavljena je na Duvanjskom polju.
Jedini argument o kraljevanju Tomislava je titula rex, koja se pojavljuje od 925. godine, ali to nije nepobitan dokaz.[potrebno obrazložiti]. Primjerice, bugarski kan Boris se u pismu pape Ivana VIII. spominje kao "rex Vulgarorum" iako je bio samo kan.[potrebno obrazložiti]
O Tomislavu se vjerojatno može zaključiti da ga je papa smatrao kraljem, a da ga Bizant nije priznavao.

## Kraj vlasti i nasljednik
Tomislav se spominje u kontekstu crkvenog sabora 928., a nema podataka o njemu s kasnijim datumom. Konstantin VII. Porfirogenet ne spominje Tomislava, ali govori o Trpimiru u to vrijeme, pa se pretpostavlja da je Tomislava 928. ili kasnije naslijedio Trpimir II., otac Krešimira.

## Popularna predodžba
Shodno vjerovanju da je Tomislav bio prvi hrvatski vladar koji je ponio naslov kralja te ujedinio Primorsku i Panonsku Hrvatsku, postao je općeprihvaćen i prepoznatljiv nacionalni simbol, koji je na mnogim mjestima doživio likovne prikaze, osobito u grafičkim publikacijama koje su tiskane u svrhu otpora germanizaciji i mađarizaciji, kasnije i u svrhu otpora jugoslavenstvu. Godine 1925. u Hrvatskoj je na vrlo slavan način povodom Tomislavovog tituliranja kraljem upriličena proslava 1000. obljetnice Hrvatskog Kraljevstva. Spomenik na Trgu kralja Tomislava uz zagrebački Glavni željeznički kolodvor jedan je od najprepoznatljivijih simbola grada, izliven 1933. godine i podignut 1947. godine.

Mnogi prikazi hrvatske povijesti pisani za najšire krugove čitatelja ne spominju nesigurnosti i malu količinu informacija o Tomislavu. Tako npr. Rudolf Horvat piše (ali uz ograde primjetne u tekstu): 
»Sada je Tomislav bio na vrhuncu svoje slave i moći. On je toli sjajno odbio Simeona, komu nije moglo odoljeti carstvo bizantinsko! Je li dakle čudo, ako je u narodu hrvatskom zavladalo silno oduševljenje za Tomislava? Hrvati su iskreno štovali bana Tomislava, koji je ujedinio sve zemlje hrvatske, te ih onda sretno i obranio. To bijaše najzgodniji čas, da se banovina proglasi kraljevinom, a Tomislav da dobije kraljevsku čast. Da se to nije dogodilo kasnije, dokazuju spisi prvoga sabora splitskoga. U ovim naime spisima papa god. 925. već naziva Tomislava kraljem hrvatskim. — Krunu i druge znakove krunidbene dobio je Tomislav po svoj prilici iz Rima. Ondje je naime vladao papa Ivan X. (god. 913.—928.), koji je nekoliko godina prije toga poslao krunu i Simeonu Velikomu. Da Tomislav nije krunu primio iz Carigrada, vidi se već po tomu, što ga njegov suvremenik — car Konstantin Porfirogenet — u svojim spisima ne priznaje kraljem.«
U literaturi, čak i enciklopedijama, se sve ponekad i dalje pojednostavljuje.
- Spomenik u Livnu iz 1926.
- Spomenik u Tomislavgradu
- Tomislavov trg s kipom u Zagrebu

## Vanjske poveznice
- Odluka Hrvatskog sabora o proglašenju 2025. godine "Godinom obilježavanja 1100. obljetnice Hrvatskoga Kraljevstva", 14. ožujka 2024., "Narodne novine" br. 32/2024.

- Hrvatska povijest u dvadeset pet karata Hrvatska za kralja Tomislava godine 928.  Arhivirana inačica izvorne stranice od 20. prosinca 2012. (Wayback Machine)
- "1100. godina Hrvatskog Kraljevstva i krunidbe kralja Tomislava na Duvanjskom polju", Općina Tomislavgrad. Pristupljeno 28. srpnja 2025.
- "Kralj Tomislav u hrvatskom kolektivnom sjećanju", 13. srpnja 2025., Udruga za promicanje kulture povijesti Kliofest. Pristupljeno 28. srpnja 2025.
- "Godina obilježavanja 1100. obljetnice Hrvatskoga Kraljevstva", stranica Ministarstva kulture i medija Republike Hrvatske. Pristupljeno 28. srpnja 2025.
- Projekti događanja povodom 1100. obljetnice Hrvatskog kraljevstva, stranice družbe "Braća hrvatskoga zmaja". Pristupljeno 28. srpnja 2025.
- Međunarodni znanstveni skup „Početci Kraljevstva: Splitski crkveni sabori, Tomislav i njegovo doba o 1100. obljetnici”, Split, 8.-10. svibnja 2025. Knjiga sažetaka i program. Pristupljeno 28. srpnja 2025.

## Sestrinski projekti
|  | Zajednički poslužitelj ima još gradiva o temi Kralj Tomislav                              |
|  | Wikizvor ima izvorni tekst Povijest Hrvatske I. (R. Horvat)/Tomislav, prvi kralj hrvatski |

| Vladarske titule    | Vladarske titule                            | Vladarske titule       |
| ------------------- | ------------------------------------------- | ---------------------- |
| prethodnik Muncimir | knez primorske Hrvatske oko 910. – oko 925. | Hrvatsko Kraljevstvo   |
| Nova titula         | hrvatski kralj oko 925. – oko 928.          | nasljednik Trpimir II. |